# Tournoi de tennis de Bucarest
Le tournoi de Bucarest (Roumanie) est un tournoi de tennis féminin du circuit professionnel WTA.
Créé en 2014 en remplacement du tournoi de Budapest, il se déroule sur terre battue extérieure la semaine suivant le tournoi de Wimbledon. Après un arrêt de 2 ans, le tournoi réapparait au calendrier en catégorie WTA 125. 

## Palmarès

### Simple
| No | Date       | Nom et lieu du tournoi             | Catégorie      | Dotation       | Surface        | Vainqueure           | Finaliste              | Score          |                |
| -- | ---------- | ---------------------------------- | -------------- | -------------- | -------------- | -------------------- | ---------------------- | -------------- | -------------- |
| 1  | 07-07-2014 | BRD Bucharest Open, Bucarest       | Intern'l       | 226 750 $      | Terre (ext.)   | Simona Halep         | Roberta Vinci          | 6-1, 6-3       | Tableau        |
| 2  | 13-07-2015 | BRD Bucharest Open, Bucarest       | Intern'l       | 226 750 $      | Terre (ext.)   | Anna K. Schmiedlová  | Sara Errani            | 7-63, 6-3      | Tableau        |
| 3  | 11-07-2016 | BRD Bucharest Open, Bucarest       | Intern'l       | 226 750 $      | Terre (ext.)   | Simona Halep         | Anastasija Sevastova   | 6-0, 6-0       | Tableau        |
| 4  | 17-07-2017 | BRD Bucharest Open, Bucarest       | Intern'l       | 226 750 $      | Terre (ext.)   | Irina-Camelia Begu   | Julia Görges           | 6-3, 7-5       | Tableau        |
| 5  | 16-07-2018 | BRD Bucharest Open, Bucarest       | Intern'l       | 226 750 $      | Terre (ext.)   | Anastasija Sevastova | Petra Martić           | 7-64, 6-2      | Tableau        |
| 6  | 15-07-2019 | Bucharest Open, Bucarest           | Intern'l       | 226 750 $      | Terre (ext.)   | Elena Rybakina       | Patricia Maria Țig     | 6-2, 6-0       | Tableau        |
|    | 2020-2021  | Pas de tournoi                     | Pas de tournoi | Pas de tournoi | Pas de tournoi | Pas de tournoi       | Pas de tournoi         | Pas de tournoi | Pas de tournoi |
| 7  | 12-09-2022 | Țiriac Foundation Trophy, Bucarest | WTA 125        | 115 000 $      | Terre (ext.)   | Irina-Camelia Begu   | Réka Luca Jani         | 6-3, 6-3       | Tableau        |
| 8  | 11-09-2023 | Țiriac Foundation Trophy, Bucarest | WTA 125        | 115 000 $      | Terre (ext.)   | Astra Sharma         | Sara Errani            | 0-6, 7-5, 6-2  | Tableau        |
| 9  | 09-09-2024 | Tiriac Foundation Trophy, Bucarest | WTA 125        | 115 000 $      | Terre (ext.)   | Miriam Bulgaru       | Kathinka von Deichmann | 6-3, 1-6, 6-4  | Tableau        |

### Double
| No | Date       | Nom et lieu du tournoi            | Catégorie      | Dotation       | Surface        | Vainqueures                           | Finalistes                             | Score            |                |
| -- | ---------- | --------------------------------- | -------------- | -------------- | -------------- | ------------------------------------- | -------------------------------------- | ---------------- | -------------- |
| 1  | 07-07-2014 | BRD Bucharest Open Bucarest       | Intern'l       | 226 750 $      | Terre (ext.)   | Elena Bogdan Alexandra Cadanțu        | Çağla Büyükakçay Karin Knapp           | 6-4, 3-6, [10-5] | Tableau        |
| 2  | 13-07-2015 | BRD Bucharest Open Bucarest       | Intern'l       | 226 750 $      | Terre (ext.)   | Oksana Kalashnikova Demi Schuurs      | Andreea Mitu Patricia Maria Țig        | 6-2, 6-2         | Tableau        |
| 3  | 11-07-2016 | BRD Bucharest Open Bucarest       | Intern'l       | 226 750 $      | Terre (ext.)   | Jessica Moore Varatchaya Wongteanchai | Alexandra Cadanțu Katarzyna Piter      | 6-3, 7-65        | Tableau        |
| 4  | 17-07-2017 | BRD Bucharest Open Bucarest       | Intern'l       | 226 750 $      | Terre (ext.)   | Irina-Camelia Begu Raluca Olaru       | Elise Mertens Demi Schuurs             | 6-3, 6-3         | Tableau        |
| 5  | 16-07-2018 | BRD Bucharest Open Bucarest       | Intern'l       | 226 750 $      | Terre (ext.)   | Irina-Camelia Begu Andreea Mitu       | Danka Kovinić Maryna Zanevska          | 6-3, 6-4         | Tableau        |
| 6  | 15-07-2019 | Bucharest Open Bucarest           | Intern'l       | 226 750 $      | Terre (ext.)   | Viktória Kužmová Kristýna Plíšková    | Jaqueline Cristian Elena-Gabriela Ruse | 6-4, 7-63        | Tableau        |
|    | 2020-2021  | Pas de tournoi                    | Pas de tournoi | Pas de tournoi | Pas de tournoi | Pas de tournoi                        | Pas de tournoi                         | Pas de tournoi   | Pas de tournoi |
| 7  | 12-09-2022 | Țiriac Foundation Trophy Bucarest | WTA 125        | 115 000 $      | Terre (ext.)   | Aliona Bolsova Andrea Gámiz           | Réka Luca Jani Panna Udvardy           | 7-5, 6-3         | Tableau        |
| 8  | 11-09-2023 | Țiriac Foundation Trophy Bucarest | WTA 125        | 115 000 $      | Terre (ext.)   | Angelica Moratelli Camilla Rosatello  | V. Grammatikopoúlou Anna Sisková       | 7-5, 6-4         | Tableau        |
| 9  | 09-09-2024 | Tiriac Foundation Trophy Bucarest | WTA 125        | 115 000 $      | Terre (ext.)   | Carole Monnet Darja Semenistaja       | Aliona Bolsova Katarzyna Kawa          | 1-6, 6-2, [10-7] | Tableau        |